# Karl Daniel Reusch
Karl Daniel Reusch (* 28. April 1735 in Königsberg (Preußen); † 28. August 1806 ebenda) war ein deutscher Physiker und Bibliothekar.

## Leben
Der Sohn von Christian Friedrich Reusch (* 20. Oktober 1695; † 22. Februar 1742), Pastor der Königsberger Altstadt, wurde am 24. März 1750 an der Universität Königsberg immatrikuliert. 1753 beteiligte er sich als Responent bei Jacob Friedrich Werners Berufungsdissertation Prudentia politica a L. Iunio Bruto, antequam obtinuit consulatum. Er war ein Schüler Immanuel Kants, sein häufiger Tischgenosse und pflegte mit diesem einen freundschaftlichen Umgang. Um die akademische Laufbahn einzuschlagen, erwarb er am 15. September 1763 den Grad eines Magisters der Philosophie und wurde am 5. Oktober desselben Jahres als Dozent in die philosophische Fakultät berufen.
1772 wurde er ordentlicher Professor der Physik in Königsberg, 1773 zweiter Bibliothekar der Königsberger Universitätsbibliothek und 1778 erster Bibliothekar derselben. 1780 ernannte man ihn zum Inspektor der Alumnen und des Collegium Albertinum. Als Königsberger Hochschullehrer beteiligte er sich auch an den organisatorischen Aufgaben der Hochschule. So war er in den Sommersemestern 1790, 1796 sowie 1804 Rektor der Alma Mater.

## Familie
Aus seiner Ehe mit einer Tochter des Apothekers Heinrich Hagen (1709–1772) und womit gleichzeitig der Tischgenosse und Freund Kants, der Universalgelehrte und Hofapotheker Karl Gottfried Hagen, sein Schwager wurde, stammen sieben Kinder. Drei Söhne überlebten jedoch nur den Vater. Dies waren:
- Karl Wilhelm Georg Reusch (* 3. Februar 1776; † 4. Dezember 1813) wurde Stadtphysikus in Königsberg und außerordentlicher Professor der Medizin
- Johann Theodor Reusch (* 18. August 1783) wurde Apotheker auf dem Sackheim in Königsberg
- Christian Friedrich Reusch (* 25. November 1778; † 25. April 1848) wurde königlich geheimer Regierungsrat

## Werke
- Diss. metaphysica, Summi principii philosophici unitatem evincens. Königsberg 1763
- Meditationes physicae circa systemata Euleri & Newtoni de luce & coloribus. Königsberg 1772
- Dissertatio physica theoriam aeris fixi proponens. Königsberg 1776
- Aëris atmosphaerici phaenomena quaedam ex theoria de aëre fixo illustrate. Königsberg 1777
- Sollte wohl das blosse Daseyn schon Wohlthat seyn? Königsberg